# Zafar Babajanow
Zafar Babajanow (sinh ngày 9 tháng 2 năm 1987) là một cầu thủ bóng đá Turkmenistan hiện tại thi đấu cho FC Altyn Asyr và Đội tuyển bóng đá quốc gia Turkmenistan.

## Sự nghiệp câu lạc bộ
At 2013–2014 season thi đấu cho Turkish Kartalspor tại TFF First League, 7 games.
Từ năm 2014 play cho Ahal FK ở Giải bóng đá vô địch quốc gia Turkmenistan. Kể từ năm 2016 thi đấu cho FC Altyn Asyr.

## Thống kê sự nghiệp

### Quốc tế
| Đội tuyển quốc gia Turkmenistan | Đội tuyển quốc gia Turkmenistan | Đội tuyển quốc gia Turkmenistan |
| Năm                             | Số trận                         | Bàn thắng                       |
| ------------------------------- | ------------------------------- | ------------------------------- |
| 2015                            | 1                               | 0                               |
| 2016                            | 1                               | 0                               |
| 2017                            | 1                               | 0                               |
| 2018                            | 1                               | 0                               |
| 2019                            | 4                               | 0                               |
| 2021                            | 2                               | 1                               |
| Tổng                            | 12                              | 0                               |

Thống kê chính xác đến trận đấu diễn ra ngày 8 tháng 6 năm 2021

### Bàn thắng quốc tế
Bàn thắng và kết quả của Turkmenistan được để trước.
| # | Ngày               | Địa điểm                              | Đối thủ | Bàn thắng | Kết quả | Giải đấu                 |
| - | ------------------ | ------------------------------------- | ------- | --------- | ------- | ------------------------ |
| 1 | 9 tháng 6 năm 2021 | Sân vận động Goyang, Goyang, Hàn Quốc | Liban   | 1–0       | 3–2     | Vòng loại World Cup 2022 |